# Alfred Yego
Alfred Kirwa Yego (Eldoret, 28 november 1986) is een Keniaanse middellangeafstandsloper, die zich heeft gespecialiseerd in de 800 m.

## Loopbaan
Zijn eerste internationale succes behaalde Yego in 2004 door op de wereldkampioenschappen voor junioren in Grosseto op de 800 m met een persoonlijk beste tijd van 1.47,39 zilver te winnen. Enkele weken later liep hij in Zürich een 1500 m in 3.37,95, een PR. In de jaren erna verbeterde hij zich op de 800 m via 1.44,45 in 2005 tot 1.43,89 in 2006. Slechts acht atleten in de wereld waren in dat jaar sneller dan de Keniaan.
Toch kwam zijn gouden medaille op de wereldkampioenschappen in Osaka, waar hij wereldkampioen op de 800 m werd in 1.47,09, als een verrassing. Hij versloeg in de finale de Canadees Gary Reed (zilver) en de Rus Joeri Borzakovski (brons). Na een langzame eerste ronde van 55 seconden had Reed de leiding, direct gevolgd door Abraham Chepkirwok. In de laatste 100 meter versloeg Yego in een weergaloze eindsprint Reed praktisch op de finishlijn met een honderdste van een seconde verschil.
Op de Olympische Spelen van 2008 toonde Alfred Yego zijn vorm opnieuw door een bronzen medaille te behalen. Met een tijd van 1.44,82 eindigde hij achter zijn landgenoot Wilfred Bungei (goud; 1.44,65) en Soedanees Ismail Ahmed Ismail (zilver; 1.44,70).
Yego is aangesloten bij Atletica Cento Torri Pavia.

## Titels
- Wereldkampioen 800 m - 2007

## Persoonlijke records
| Onderdeel   | Prestatie | Datum            | Plaats |
| ----------- | --------- | ---------------- | ------ |
| 800 m       | 1.42,67   | 6 september 2009 | Rieti  |
| 1000 m      | 2.17,60   | 3 juli 2010      | Eugene |
| 1500 m      | 3.33,68   | 8 mei 2009       | Doha   |
| 1 Eng. mijl | 3.55,18   | 4 juni 2011      | Eugene |

## Prestaties

### Kampioenschappen
| Jaar | Wedstrijd                   | Plaats      | Resultaat | Onderdeel | Tijd    |
| ---- | --------------------------- | ----------- | --------- | --------- | ------- |
| 2004 | WJK                         | Grosseto    | 2e        | 800 m     | 1.47,39 |
| 2005 | Wereldatletiekfinale        | Monte Carlo | 6e        | 800 m     | 1.47,39 |
| 2006 | Afrikaanse kampioenschappen | Bambous     | 3e        | 800 m     | 1.46,85 |
| 2006 | Wereldatletiekfinale        | Stuttgart   | 8e        | 800 m     | 1.48,01 |
| 2007 | WK                          | Osaka       | 1e        | 800 m     | 1.47,09 |
| 2008 | OS                          | Peking      | 3e        | 800 m     | 1.44,82 |
| 2008 | Wereldatletiekfinale        | Stuttgart   | 1e        | 800 m     | 1.49,05 |
| 2009 | WK                          | Berlijn     | 2e        | 800 m     | 1.45,35 |
| 2011 | WK                          | Daegu       | 7e        | 800 m     | 1.45,83 |

### Golden League-podiumplekken
| Jaar | Wedstrijd          | Plaats  | Resultaat | Onderdeel | Tijd    |
| ---- | ------------------ | ------- | --------- | --------- | ------- |
| 2005 | Golden Gala        | Rome    | 1e        | 800 m     | 1.44,62 |
| 2005 | Bislett Games      | Oslo    | 3e        | 800 m     | 1.44,45 |
| 2006 | Bislett Games      | Oslo    | 3e        | 800 m     | 1.45,48 |
| 2008 | Memorial Van Damme | Brussel | 2e        | 800 m     | 1.45,01 |
| 2008 | ISTAF              | Berlijn | 3e        | 800 m     | 1.44,99 |
| 2009 | Golden Gala        | Rome    | 1e        | 800 m     | 1.45,23 |
| 2009 | Weltklasse Zürich  | Zürich  | 2e        | 800 m     | 1.43,66 |
| 2009 | Memorial Van Damme | Brussel | 2e        | 800 m     | 1.46,36 |

### Diamond League-podiumplekken
| Jaar | Wedstrijd                       | Plaats      | Resultaat | Onderdeel | Tijd    |
| ---- | ------------------------------- | ----------- | --------- | --------- | ------- |
| 2010 | Adidas Grand Prix               | New York    | 3e        | 800 m     | 1.45,46 |
| 2010 | Athletissima                    | Lausanne    | 3e        | 800 m     | 1.43,97 |
| 2011 | Qatar Athletic Super Grand Prix | Doha        | 3e        | 800 m     | 1.45,17 |
| 2011 | Adidas Grand Prix               | New York    | 1e        | 800 m     | 1.46,57 |
| 2012 | Adidas Grand Prix               | New York    | 2e        | 800 m     | 1.44,49 |
| 2012 | Meeting Areva                   | Saint-Denis | 3e        | 800 m     | 1.45,68 |

1983 Willi Wülbeck ·
1987 Billy Konchellah ·
1991 Billy Konchellah ·
1993 Paul Ruto ·
1995 Wilson Kipketer ·
1997 Wilson Kipketer ·
1999 Wilson Kipketer ·
2001 André Bucher ·
2003 Djabir Saïd-Guerni ·
2005 Rashid Ramzi ·
2007 Alfred Kirwa Yego ·
2009 Mbulaeni Mulaudzi ·
2011 David Rudisha ·
2013 Mohammed Aman · 
2015 David Rudisha · 
2017 Pierre-Ambroise Bosse · 
2019 Donavan Brazier · 
2022 Emmanuel Korir · 
2023 Marco Arop